# Рейніер (Орегон)
Рейніер (англ. Rainier) — місто (англ. city) в США, в окрузі Колумбія штату Орегон. Населення — 1911 особа (2020).

## Географія
Рейніер розташований за координатами 46°5′37″ пн. ш. 122°57′19″ зх. д. / 46.09361° пн. ш. 122.95528° зх. д. (46.093680, -122.955373).  За даними Бюро перепису населення США в 2010 році місто мало площу 6,79 км², з яких 4,57 км² — суходіл та 2,22 км² — водойми. В 2017 році площа становила 12,81 км², з яких 10,57 км² — суходіл та 2,24 км² — водойми.

## Демографія
Згідно з переписом 2010 року, у місті мешкало 1895 осіб у 818 домогосподарствах у складі 502 родин. Густота населення становила 279 осіб/км².  Було 884 помешкання (130/км²).
Расовий склад населення:
| - 93,1 % — білих - 1,3 % — корінних американців - 0,2 % — чорних або афроамериканців - 0,2 % — азіатів - 0,1 % — вихідців з тихоокеанських островів - 1,5 % — осіб інших рас |

До двох чи більше рас належало 3,6 %. Частка іспаномовних становила 4,0 % від усіх жителів.
За віковим діапазоном населення розподілялося таким чином: 21,8 % — особи молодші 18 років, 60,3 % — особи у віці 18—64 років, 17,9 % — особи у віці 65 років та старші. Медіана віку мешканця становила 43,9 року. На 100 осіб жіночої статі у місті припадало 94,2 чоловіків;  на 100 жінок у віці від 18 років та старших — 93,2 чоловіків також старших 18 років.
Середній дохід на одне домашнє господарство  становив 56 584 долари США (медіана — 49 205), а середній дохід на одну сім'ю — 65 065 доларів (медіана — 52 422). Медіана доходів становила 45 231 долар для чоловіків та 34 563 долари для жінок. За межею бідності перебувало 19,8 % осіб, у тому числі 30,5 % дітей у віці до 18 років та 14,9 % осіб у віці 65 років та старших.
Цивільне працевлаштоване населення становило 879 осіб. Основні галузі зайнятості: мистецтво, розваги та відпочинок — 19,5 %, виробництво — 18,0 %, освіта, охорона здоров'я та соціальна допомога — 12,1 %, роздрібна торгівля — 9,3 %.